# روز ملی فناوری فضایی
روز ملی فناوری فضایی روزی است که در آن ایران با پرتاب موفقیت‌آمیز ماهوارهٔ امید در ۱۴ بهمن‌ماه سال ۱۳۸۷ به کشورهای دارای توانایی پرتاب ماهواره پیوست. پس از این ایران هر سال در این روز سالگرد پرتاب این ماهواره را جشن می‌گیرد که این جشن همراه با رونمایی و پرتاب محموله‌های مختلف می‌باشد.

## نامگذاری روز
ایران نخستین ماهواره خود را با نام امید، در ۱۴ بهمن ۱۳۸۷ به فضا پرتاب کرد. این ماهواره پس از سه ماه فعالیت، با پایان ماموریت از مدار خارج شد. به همین دلیل، در جلسه‌ای که در شورای فرهنگ عمومی برگزار شد، مصوب شد تا روز ۱۴ بهمن مصادف با پرتاب اولین ماهواره ایرانی به فضا، این روز به روز ملی فناوری فضایی نامگذاری شود. جلسه این مصوبه در یکم اردیبهشت ۱۳۸۸ برگزار شد.

## تاریخچه وقایع

### سال ۱۳۸۸
در این روزخبر پرتاب موفقیت‌آمیز موشک کاوشگر ۳ حامل محموله‌ای زیستی شامل لاک‌پشت، کرم، موش و نمونه‌های سلولی اعلام شد.
رونمایی از ماهوارهٔ «طلوع»، نمونهٔ مهندسی ماهوارهٔ «مصباح دو»، نمونهٔ مهندسی ماهوارهٔ دانشجویی «نوید علم و صنعت»، نمونهٔ مدل اولیهٔ ماهواره‌بر سیمرغ و موتور ماهواره‌بر آن و افتتاح نخستین مرکز پردازش تصاویر ماهواره‌ای ایران و آزمایشگاه سه‌بعدی مجازی ماهواره‌ای. در مراسم روز ملی این سال، ماهواره نوید علم و صنعت که به اختصار ماهواره نوید نیز نامیده می‌شود رونمایی شد.

### سال ۱۳۸۹
در این روز از نمونه‌های مهندسی چهار ماهوارهٔ ظفر، رصدا، فجر، دانشجویی امیرکبیر و همچنین نمونهٔ مهندسی موتور ماهواره‌بر سفیر ا ب و کپسول زیستی کاوشگر ۴ رونمایی شد.

### سال ۱۳۹۰
در این روز ماهوارهٔ نوید با موفقیت در مدار قرار گرفت. از پایگاه فضایی سمنان به فضا پرتاب شد. مأموریت این ماهواره تصویربرداری از زمین با وضوح تصویر ۷۵۰ متر مبتنی بر روش جاروبی و به صورت تک باند است مراسم روز روز ملی فناوری فضایی در روز ۲۰ بهمن در محل هتل المپیک تهران برگزار شد

### سال ۱۳۹۱
روز دوشنبه ۱۶ بهمن‌ماه، ۹۱ مراسم ویژهٔ روز فناوری فضایی در محل سالن اجلاس سران کشورهای اسلامی با حضور رئیس‌جمهور وقت محمود احمدی‌نژاد برگزار شد.
در این روز مدل مهندسی ماهوارهٔ ناهید و مدل توسعه‌ای ماهوارهٔ زهره رونمایی شد همچنین در حاشیهٔ این رونمایی نخستین میمون پرتاب‌شده به فضا پیشگام که زنده به زمین بازگشت در معرض دید بازدیدکنندگان قرار گرفت.
در این مراسم احمدی‌نژاد گفت که حاضر است خود به عنوان داوطلب نخستین فضانورد ایرانی باشد.

### سال ۱۳۹۲
همزمان با روز فناوری فضایی در ایران در سال ۱۳۹۲، جمهوری اسلامی از دو ماهواره تدبیر و خلیج فارس رونمایی کرد. چندماه پیش از این رونمایی نیز دومین میمون فضایی ایرانی با ماهواره‌بر کاوشگر پژوهش به فضا فرستاده شد.

### سال ۱۳۹۳
در سال ۱۳۹۳ و همزمان با روز ملی فناوری فضایی، ماهواره فجر با ماهواره‌بر سفیر به فضا فرستاده شد و با موفقیت در مدار زمین قرار گرفت. ماهواره فجر به عنوان اولین ماهواره با مأموریت انتقال مداری کشور با قابلیت تغییر مدار ۲۵۰ تا ۴۵۰ کیلومتر بیضوی به مدار ۴۵۰ کیلومتر دایره‌ای با استفاده از پیشبرنده گاز سرد (تراست گاز سرد) است که با کمک ماهواره‌بر سفیر ۱-ب در سیزدهم بهمن ۱۳۹۳ به فضا پرتاب شد.

### سال ۱۳۹۵
در مراسم روز ملی فناوری فضایی در سال ۱۳۹۵، رئیس جمهور وقت از دو ماهواره امیرکبیر و ناهید۱ رونمایی کرد. همینطور در این مراسم از سامانه انتقال مداری سامان ۱ که وظیفه انتقال ماهواره از مدار پایینی به مدار بالایی را دارد،‌ رونمایی شد.

### سال ۱۳۹۸
در سال ۱۳۹۸، و چند روز بعد از روز ملی فناوری فضایی، در بیستم بهمن، ماهواره ظفر با ماهواره‌بر سیمرغ به فضا پرتاب شد.

### سال ۱۴۰۱
در مراسم رسمی روز ملی فناوری فضایی ایران در سال ۱۴۰۱، از دو ماهواره ناهید ۲ و طلوع ۳ رونمایی شد.